# Kroczyce
Kroczyce jsou obcí a sídlem gminy Kroczyce v okrese Zawiercie ve Slezském vojvodství. Nachází se také na vysočině Wyżyna Częstochowska (Čenstochovská jura) patřící do pohoří Wyżyna Krakowsko-Częstochowska (Krakovsko-čenstochovská jura), jež je součástí geomorfologického nadcelku Wyżyna Śląsko-Krakowska (Slezsko-krakovská vysočina).

## Historie
Existují pravěké nálezy dokládající historické osídlení. První písemná zmínka o obci pochází z roku 1262. Po Dělení Polska připadly Kroczyce Ruskému impériu. V letech 1893–1895 zde byl postaven současný kostel (kościół św. Jacka i św. Marii Magdaleny). V letech 1975–1998 obec patřila do Čenstochovského vojvodství.

## Příroda geologie a turistika
U Kroczyc se rozkládá krajinný park Park Krajobrazowy Orlich Gniazd. Geologie vesnice je tvořena zvětralými vápencovými pozůstatky druhohorního moře a také sprašemi ze zaniklých ledovců z doby ledové. V okolí se nacházejí turisticky horolezecky a speleologicky zajímavé lokality. V okolí Kroczyc jsou kopce Bleszczowa, Bilanów, Żmijów a Góra Zborów s přírodní rezervací Góra Zborów.

## Vodstvo
Kroczycemi protéká potok Wodząca, který je pravostranným přítokem řeky Białka z povodí řeky Visly a úmoří Baltského moře.

## Další informace
Nachází se zde chráněné lípy, válečné hřbitovy, škola, koupaliště, náměstí, turistické zázemí aj.

## Galerie

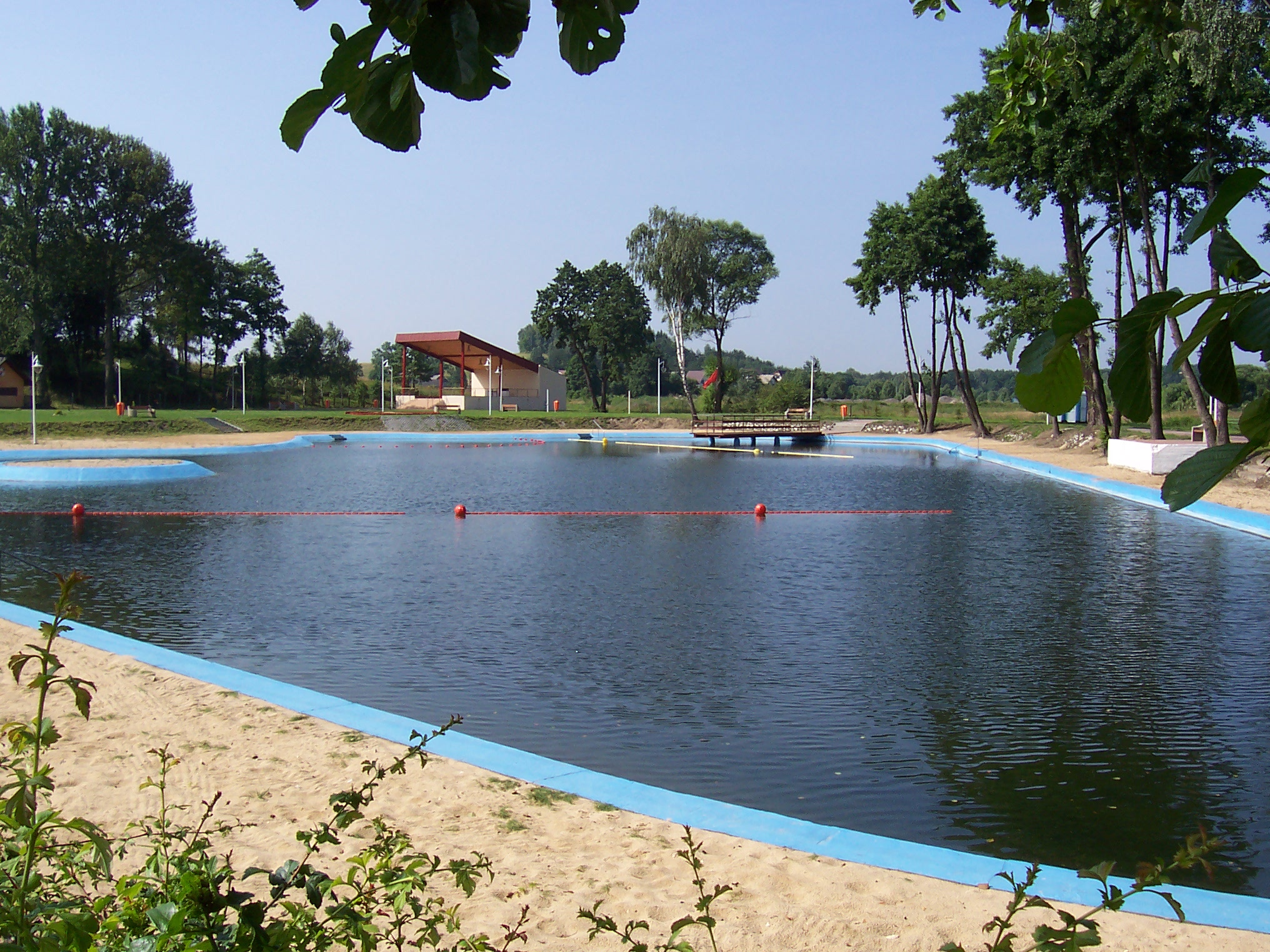
Plovárna
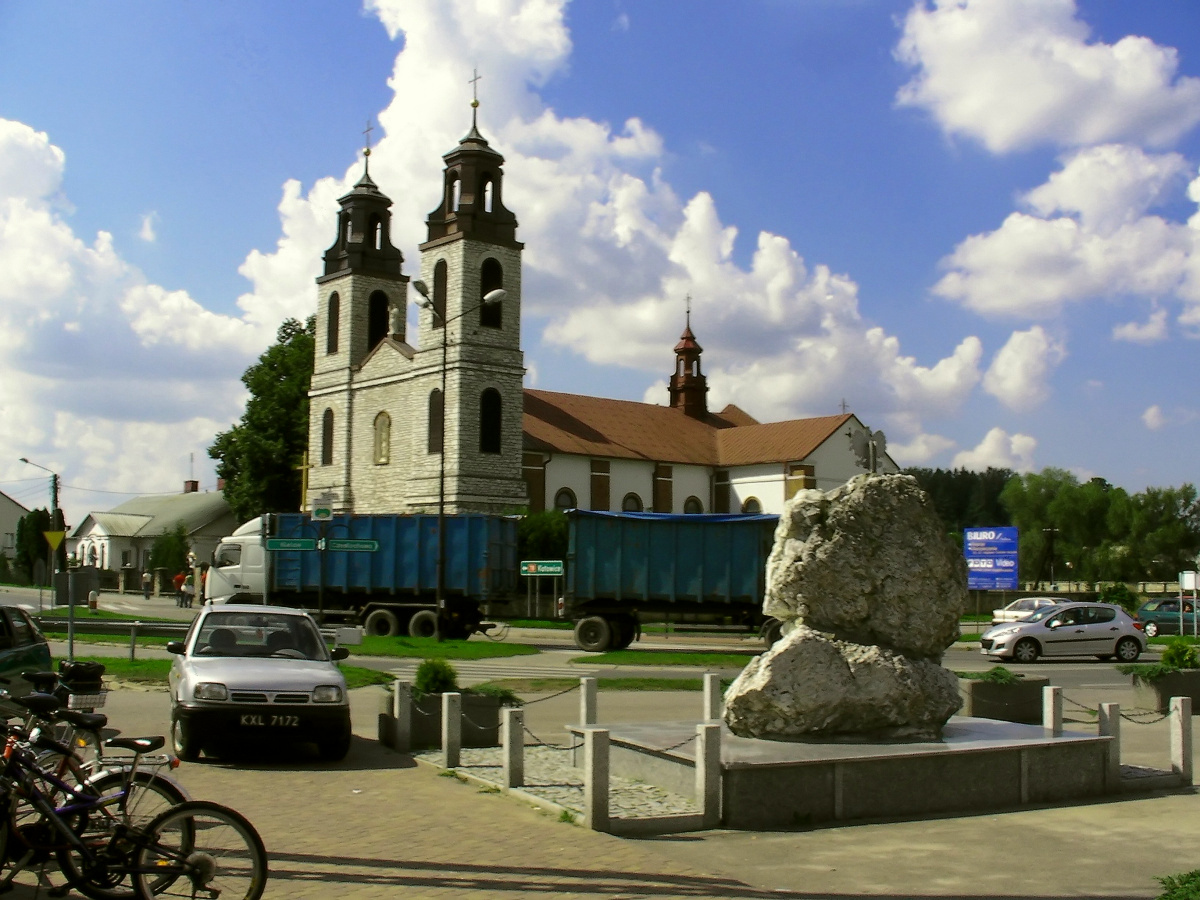
Kostel
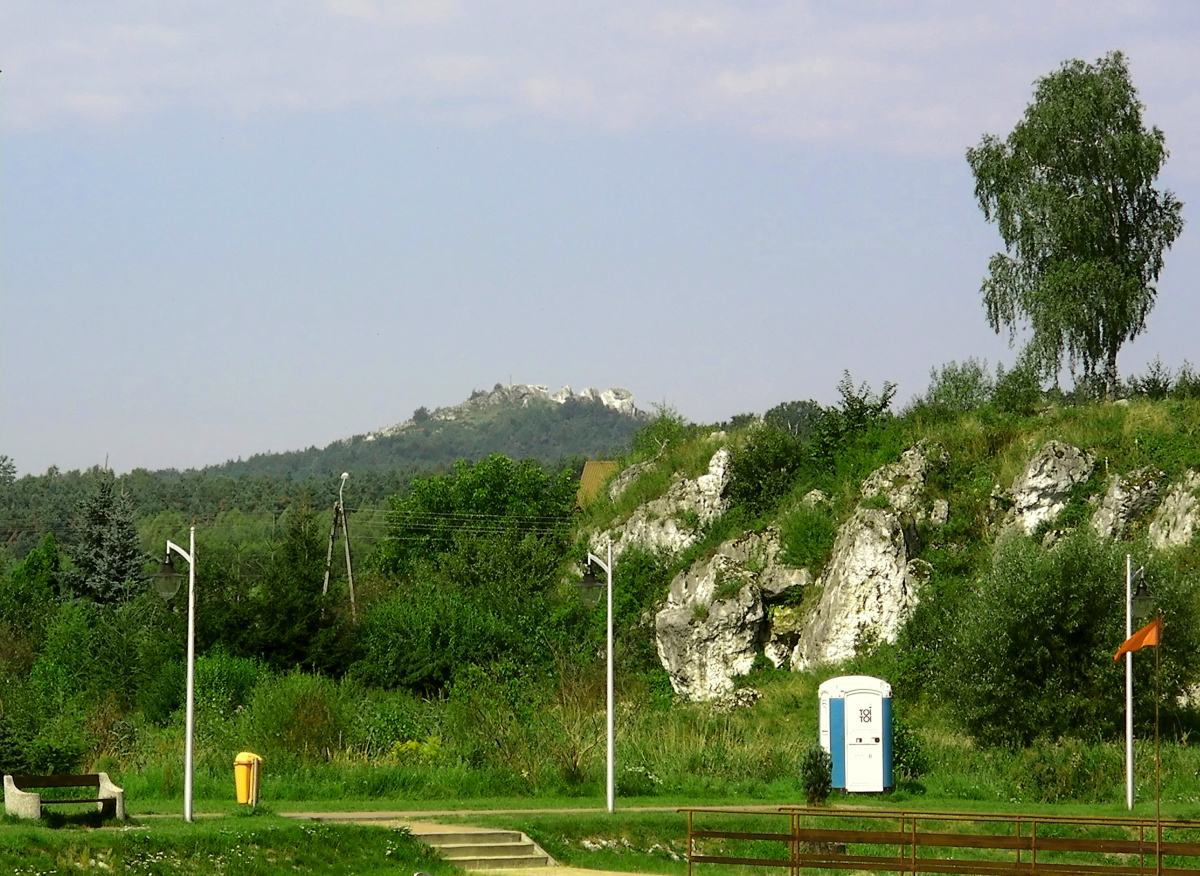
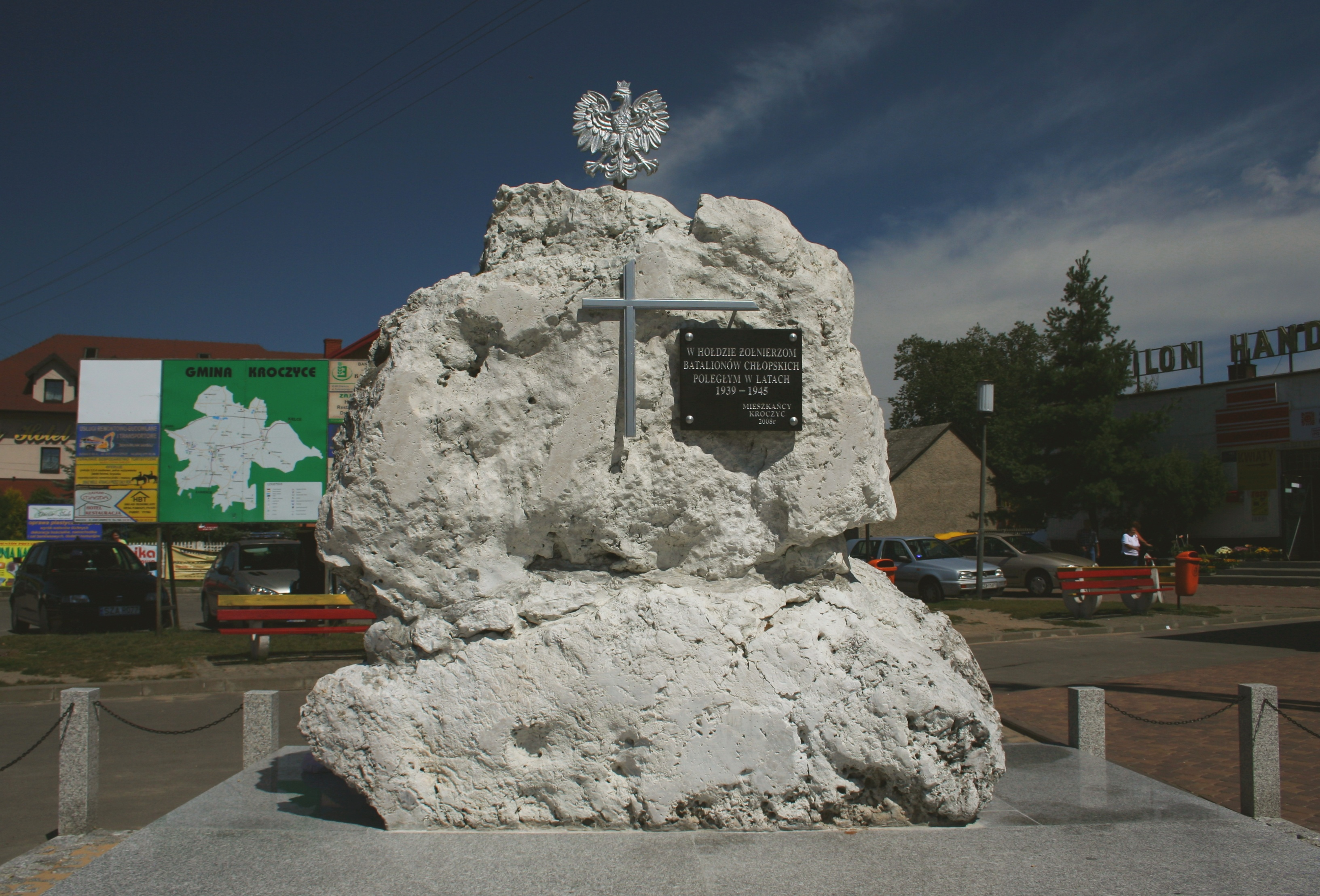
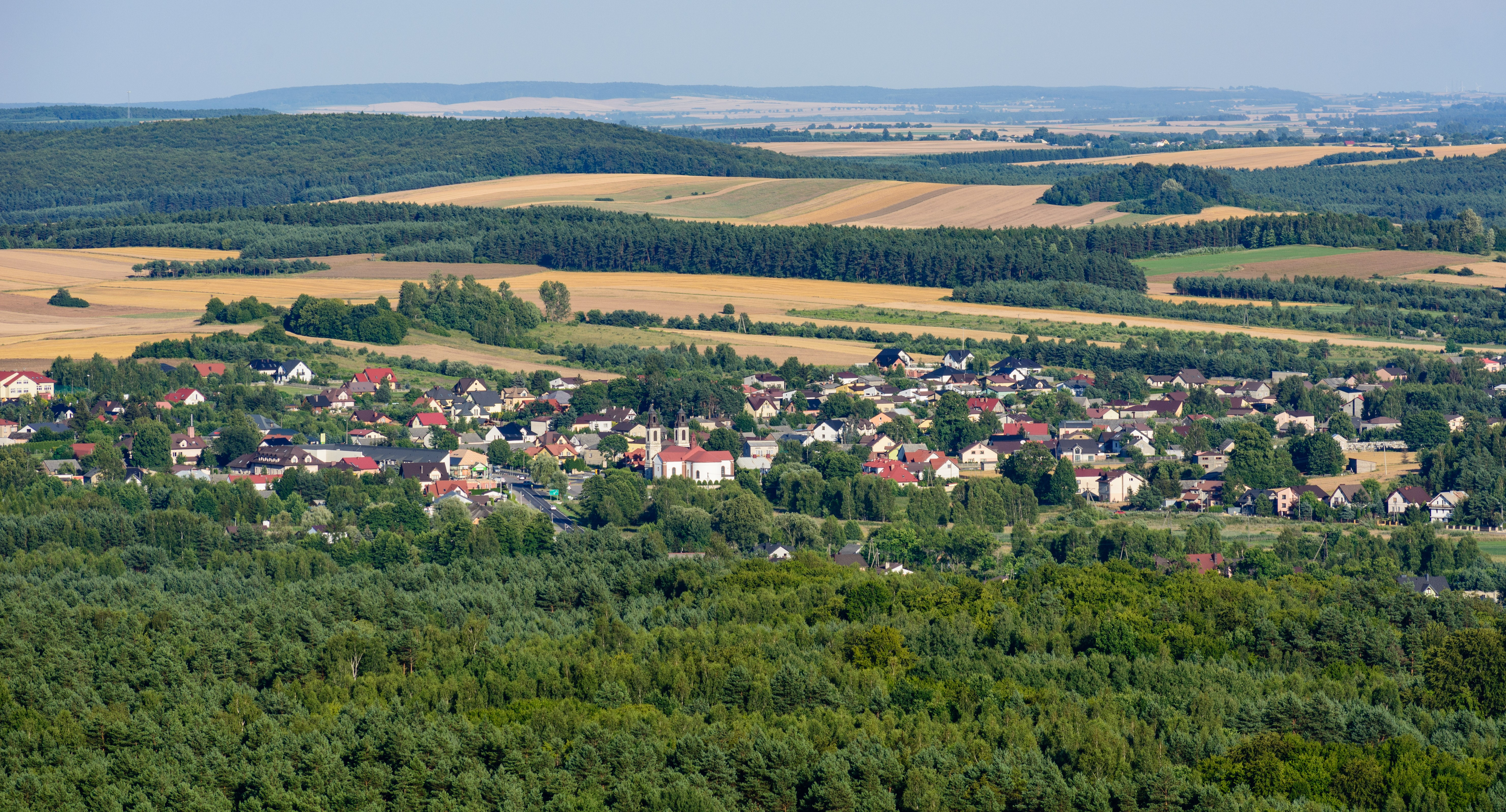
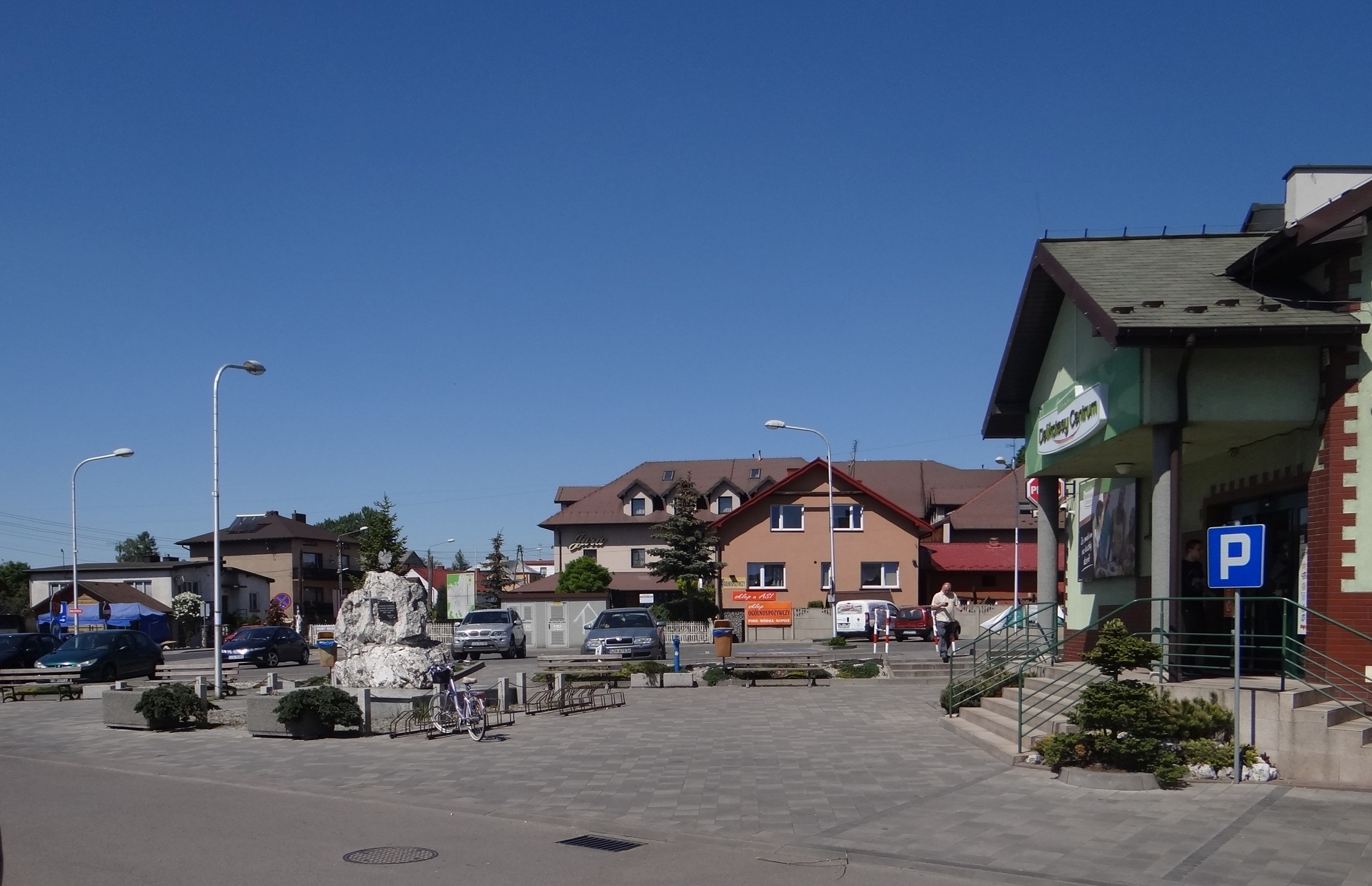
Náměstí